# Owadożer palmowy
Owadożer palmowy (Polyboroides typus) – gatunek dużego ptaka drapieżnego z rodziny jastrzębiowatych (Accipitridae). Zamieszkuje znaczną część Afryki Subsaharyjskiej. Nie jest zagrożony wyginięciem.

## Systematyka
Blisko spokrewniony z owadożerem madagaskarskim (P. radiatus), z którym często bywał łączony w jeden gatunek. Obecnie wyróżnia się dwa podgatunki P. typus:
- P. t. typus A. Smith, 1829 – wschodni Sudan i Erytrea po Afrykę Wschodnią i na południe po Angolę i RPA
- P. t. pectoralis Sharpe, 1903 – Senegal i Gambia do zachodniego Sudanu, Gabonu i Demokratycznej Republiki Konga

## Morfologia

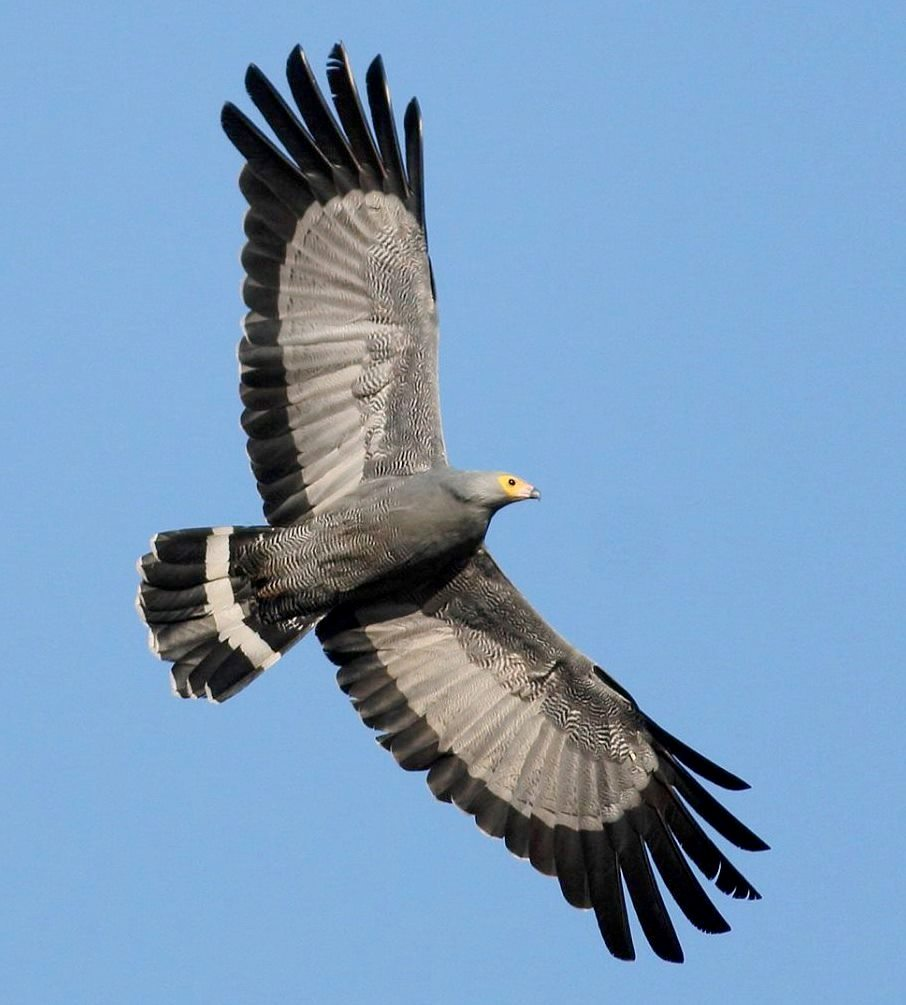
Owadożer palmowy w locie

Osobniki tego gatunku mają 60–66 cm długości. Jego głowa, skrzydła i brzuch mają odcień szary (końcówki skrzydeł są czarne), ogon jest czarny z pojedynczym białym paskiem.

## Ekologia i zachowanie
Występuje w wielu różnorodnych siedliskach otwartych i zalesionych, od półpustynnych zarośli, przez lasy nadrzeczne po nizinne lasy deszczowe czy plantacje drzew egzotycznych w południowej Afryce. Na większości zasięgu jest osiadły, na pozostałych terenach sezonowo migruje. Młode osobniki opuszczają swe rodzinne terytoria i rozpraszają się.
Gniazdo zbudowane z patyków, wyłożone zielonymi liśćmi i umieszczone na skałach lub drzewach. W zniesieniu zwykle 2 jaja, które są białe i pokryte ciemnymi czerwonobrązowymi plamkami. Rodzice dzielą się obowiązkami związanymi z budowaniem gniazda i inkubacją. Okres inkubacji wynosi około 36 dni. W wyniku kainizmu przeżywa na ogół tylko jedno pisklę. Młode opuszcza gniazdo po około 52 dniach od wyklucia.
Jego dietę stanowią małe kręgowce (ssaki, żaby, jaszczurki, jaja i pisklęta ptaków), owady, w niektórych rejonach żywi się też owocami palmy oleistej, rybami i padliną.

## Status
Międzynarodowa Unia Ochrony Przyrody (IUCN) uznaje owadożera palmowego za gatunek najmniejszej troski (LC – least concern) nieprzerwanie od 1988 roku. Trend liczebności populacji uznaje się za stabilny.